# Ernesto I d'Asburgo
Ernesto I d'Asburgo detto il Ferreo o il Duca di Ferro (Bruck an der Mur, 1377 – Bruck an der Mur, 10 giugno 1424) è stato Duca di Stiria e Carinzia e Conte d'Asburgo.

## Biografia
Ernesto era il figlio di Leopoldo III d'Asburgo, e di sua moglie, Verde Visconti, figlia di Bernabò Visconti e Beatrice della Scala.
Poco dopo la sua nascita, suo padre e suo zio Alberto III divisero le terre degli Asburgo con il trattato di Neuberg del 1379: mentre ad Alberto e i suoi discendenti dominavano il ducato d'Austria, la linea Leopoldiana ricevette gli stati interni austriaci della Stiria, Carinzia e Carniola, Istria, Tirolo e gli altri possedimenti austriaci. Dopo la morte di Leopoldo nella battaglia di Sempach, il giovane Ernesto e i suoi fratelli rimasero sotto la tutela dello zio Alberto III. Ereditò i titoli di Conte d'Asburgo e di Ferrette nonché quello di Conte di Kyburg all'estinzione della linea omonima e di Langravio d'Alsazia.
Nel 1401 Ernesto accompagnò il re Rupert di Germania nella sua campagna in Italia. Quando il fratello maggiore Guglielmo morì nel 1406, i restanti tre figli di Leopoldo III si accordarono sulla divisione del loro patrimonio: nell'accordo di separazione del 1406, Ernesto ricevette la Stiria, Carinzia e la Carniola, e insieme al fratello maggiore Leopoldo IV (l'attuale capo della linea leopoldiana) mantenne la tutela sul nipote minore Alberto V d'Austria.
Nel 1407, tuttavia, i conflitti tra Leopoldo ed Ernesto sfociarono in una guerra civile che durò fino al maggio del 1409. Quando Leopoldo morì senza eredi maschi nel 1411, Ernesto divenne infine il capo incontrastato del ramo leopoldiano. Nel 1414, divenne l'ultimo duca ad essere intronizzato secondo il rito tradizionale carantaniano nella Pietra del Principe in Carinzia, e da quel momento si definì arciduca. Fu il primo Asburgo a utilizzare effettivamente questo titolo, che era stato inventato dallo zio Rodolfo IV.

## Matrimoni

### Primo Matrimonio
Sposò, il 14 gennaio 1392, Margherita di Pomerania, figlia del duca Boghislao V di Pomerania. Non ebbero figli.

### Secondo Matrimonio
Sposò, il 25 gennaio 1412, Zimburgis di Masovia, figlia del duca Siemowit IV di Masovia. Ebbero nove figli, ma solo quattro raggiunsero l'età adulta:
- Federico (1415-1493), sposò Eleonora del Portogallo;
- Margherita (1416-1486), sposò Federico II di Sassonia;
- Alberto (1418-1463), sposò Margherita del Palatinato, figlia di Ludovico III del Palatinato;
- Caterina (1420-1493), sposò Carlo I di Baden:
- Ernesto II (1420-10 agosto 1432);
- Alessandra (nata e morta nel 1421);
- Anna (1422-11 novembre 1429);
- Leopoldo (nato e morto nel 1424);
- Rodolfo (nato e morto nel 1424).

## Ascendenza
|                         |                  |                              | Genitori                      |  |  | Nonni |  |  | Bisnonni            |  |  | Trisnonni           |  |
|                         |                  |                              |                               |  |  |       |  |  | Alberto I d'Asburgo |  |  | Rodolfo I d'Asburgo |  |
|                         |                  |                              |                               |  |  |       |  |  | Alberto I d'Asburgo |  |  | Rodolfo I d'Asburgo |  |
|                         |                  | Gertrude di Hohenberg        |                               |  |  |       |  |  | Alberto I d'Asburgo |  |  |                     |  |
| Alberto II lo Sciancato |                  |                              |                               |  |  |       |  |  | Alberto I d'Asburgo |  |  |                     |  |
|                         |                  | Elisabetta di Tirolo-Gorizia | Mainardo II di Tirolo-Gorizia |  |  |       |  |  |                     |  |  |                     |  |
|                         |                  | Elisabetta di Tirolo-Gorizia | Mainardo II di Tirolo-Gorizia |  |  |       |  |  |                     |  |  |                     |  |
|                         |                  | Elisabetta di Tirolo-Gorizia | Elisabetta di Baviera         |  |  |       |  |  |                     |  |  |                     |  |
| Leopoldo III d'Asburgo  |                  | Elisabetta di Tirolo-Gorizia |                               |  |  |       |  |  |                     |  |  |                     |  |
|                         |                  | Ulrico III di Pfirt          | Teobaldo di Pfirt             |  |  |       |  |  |                     |  |  |                     |  |
|                         |                  | Ulrico III di Pfirt          | Teobaldo di Pfirt             |  |  |       |  |  |                     |  |  |                     |  |
|                         |                  | Ulrico III di Pfirt          | Caterina di Klingen           |  |  |       |  |  |                     |  |  |                     |  |
| Giovanna di Pfirt       |                  | Ulrico III di Pfirt          |                               |  |  |       |  |  |                     |  |  |                     |  |
|                         |                  | Giovanna di Montbéliard      | Rinaldo di Chalon             |  |  |       |  |  |                     |  |  |                     |  |
|                         |                  | Giovanna di Montbéliard      | Rinaldo di Chalon             |  |  |       |  |  |                     |  |  |                     |  |
|                         |                  | Giovanna di Montbéliard      | Guglielmina di Neuchâtel      |  |  |       |  |  |                     |  |  |                     |  |
| Ernesto I d'Asburgo     |                  | Giovanna di Montbéliard      |                               |  |  |       |  |  |                     |  |  |                     |  |
|                         | Stefano Visconti | Matteo I Visconti            |                               |  |  |       |  |  |                     |  |  |                     |  |
|                         | Stefano Visconti | Matteo I Visconti            |                               |  |  |       |  |  |                     |  |  |                     |  |
|                         | Stefano Visconti | Bonacossa Borri              |                               |  |  |       |  |  |                     |  |  |                     |  |
| Bernabò Visconti        | Stefano Visconti |                              |                               |  |  |       |  |  |                     |  |  |                     |  |
|                         |                  | Valentina Doria              | Bernabò Doria di Sassello     |  |  |       |  |  |                     |  |  |                     |  |
|                         |                  | Valentina Doria              | Bernabò Doria di Sassello     |  |  |       |  |  |                     |  |  |                     |  |
|                         |                  | Valentina Doria              | Eliana Fiesch di Lavagna      |  |  |       |  |  |                     |  |  |                     |  |
| Verde Visconti          |                  | Valentina Doria              |                               |  |  |       |  |  |                     |  |  |                     |  |
|                         |                  | Mastino II della Scala       | Alboino della Scala           |  |  |       |  |  |                     |  |  |                     |  |
|                         |                  | Mastino II della Scala       | Alboino della Scala           |  |  |       |  |  |                     |  |  |                     |  |
|                         |                  | Mastino II della Scala       | Beatrice da Correggio         |  |  |       |  |  |                     |  |  |                     |  |
| Regina della Scala      |                  | Mastino II della Scala       |                               |  |  |       |  |  |                     |  |  |                     |  |
|                         |                  | Taddea da Carrara            | Jacopo I da Carrara           |  |  |       |  |  |                     |  |  |                     |  |
|                         |                  | Taddea da Carrara            | Jacopo I da Carrara           |  |  |       |  |  |                     |  |  |                     |  |
|                         |                  | Taddea da Carrara            | Elisabetta Gradenigo          |  |  |       |  |  |                     |  |  |                     |  |
|                         |                  | Taddea da Carrara            |                               |  |  |       |  |  |                     |  |  |                     |  |